# 1998 VF6
1998 VF6 är en asteroid i huvudbältet som upptäcktes den 11 november 1998 av de båda japanska astronomerna Takeshi Urata och Yoshisada Shimizu vid Nachi-Katsuura-observatoriet.
Den tillhör asteroidgruppen Hygiea.